# Баландин, Михаил Юрьевич
Михаил Юрьевич Баландин (27 июля 1980, Липецк — 7 сентября 2011, Туношна, Ярославская область) — российский хоккеист, защитник, воспитанник ярославского «Торпедо».

## Биография
Начал заниматься хоккеем в липецкой СДЮСШОР № 11 (первый тренер — Виктор Алексеевич Куликов). Позднее переехал в ярославский спортинтернат, в Ярославле окончил среднюю школу № 9, выступал за фарм-клуб «Торпедо-2». В 1999 году играл в пензенском «Дизелисте» и в «Крыльях Советов».
В 2000 году возвратился в Ярославль и дебютировал за «Локомотив», но в общей сложности провёл за него всего два сезона. Остальное время выступал за «Салават Юлаев», ЦСКА, «Химик» (затем «Атлант»), а также ОХК «Динамо». Наибольшего успеха добился в «Ладе», с которой дважды становился бронзовым чемпионом — в 2003 и 2004 году.
Летом 2011 года вернулся в «Локомотив». Погиб на 32-м году жизни вместе с командой 7 сентября 2011 года при взлёте самолёта в ярославском аэропорту. Похоронен на Леонтьевском кладбище Ярославля.

## Достижения
- 2003, 2004 — бронзовый призёр чемпионата России по хоккею в составе «Лады»